# Томаш Клоучек
Томаш Клоучек (чеськ. Tomáš Klouček; 7 березня 1980, Прага, ЧССР — 16 березня 2025, Медведін, Чехія) — чеський хокеїст, захисник.
Виступав за «Кейп-Бретон Срімінг-Іглз» (QMJHL), «Гартфорд Вуль-Пек» (АХЛ), «Нью-Йорк Рейнджерс», «Нашвілл Предаторс», «Мілвокі Адміералс» (АХЛ), «Атланта Трешерс», «Славія» (Прага), «Тржинець», «Ліберець», «Чикаго Вулвз» (АХЛ), «Сірак'юс Кранч» (АХЛ), «Злін», «Барис» (Астана), «Кошиці», «Орлі Зноймо», «Кладно», «Епіналь».
В чемпіонатах НХЛ — 141 матч (2 голи, 8 передач).

## Досягнення
- Володар Кубка Колдера (2000).

## Смерть
Клоучек загинув в результаті нещасного випадку під час катання на лижах в Медведіні, Чехія 16 березня 2025 року у віці 45 років.